# سوناگاچی

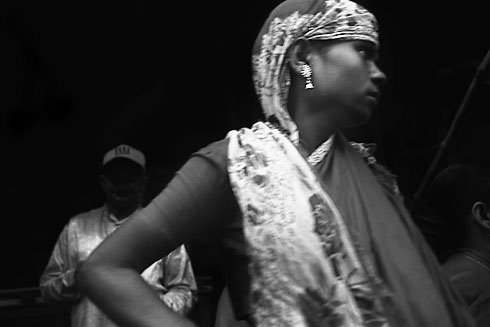
منظره‌ای از سوناگاچی در سال ۲۰۰۵

سوناگاچی از محله‌های بدنام کلکته و مشهورترین و بزرگ‌ترین منطقه سرخ در آسیا است. سوناگاچی در کلکته واقع شده است. در این منطقه، صدها روسپی‌خانه چندطبقه وجود دارد و حدود ۱۱۰۰۰ نفر کارگر جنسی در آن مشغول به کار هستند. سوناگاچی در شمال کلکته در تقاطع خیابان چیتارانجان و شوبابازار با خیابان بیدون و حدود یک کیلومتری شمال کاخ مرمر قرار دارد. 